# Nan Chauncy
Nan Chauncy (de soltera Nancen Beryl Masterman, Northwood, 28 de mayo de 1900- Bagdad, Tasmania, Australia, 1 de mayo de 1970) fue una escritora brito-australiana de literatura infantil.

## Biografía
Nacida en el Reino Unido, se mudó con su familia a Tasmania en 1912 cuando a su padre ingeniero lo contrataron en el ayuntamiento de Hobart, localidad donde asistió a la St Michael's Collegiate School. En 1914, la familia se instaló en la comunidad rural de Bagdad, donde cultivaron manzanos. La vida en el agro y su membresía en las Girl Guides Australia influyeron en su obra. Este grupo en el que inicialmente se reunían en la propiedad de su hermano en Bagdad, más tarde lo haría en Claremont donde trabajó para la Fábrica de Chocolate Cadbury's desde 1925.
Regresó a Inglaterra en 1930, donde enseñó girlguiding en Foxlease House en Lyndhurst (Hampshire). También comenzó a practicar la escritura viviendo en una casa flotante sobre el río Támesis. En 1934, viajó a Suecia, Finlandia y la Unión Soviética e impartió clases invernales en inglés en una escuela de Dinamarca.
Al regresar a Australia en 1938, conoció al refugiado alemán Helmut Anton Rosenfeld, con quien se casó en Lara , Victoria el 13 de septiembre. La pareja vivió en Bagdad, cambiando su apellido a Chauncy (el de la abuela maternal de Nan) para evitar el sentimiento antialemán causado por la Segunda Guerra Mundial.
Falleció en su casa de cáncer con 69 años, su hija y su marido donaron la propiedad familiar, "Chauncy Vale", al Southern Midlands Council para su uso como reserva.

## Obra
- They Found a Cave (1947)
- World's End was Home (1952)
- A Fortune for the Brave (1954)
- Tiger in the Bush (1957)
- Devil's Hill (1958)
- Tangara (1961)
- The Secret Friends (1962)
- Half a World Away (1962)
- The Roaring 40 (1963)
- High and Haunted Island (1964)
- The Skewbald Pony (1965)
- Hunted in Their Own Land (1967)
- Mathinna's People (1967)
- Lizzie's Lights (1968)
- The Lighthouse Keeper's Son (1969)

## Adaptaciones
Su novela They Found a Cave (1947) (llevada al cine por Charles Wolnizer en 1962, ganó el premio a la mejor película infantil del Festival de Venecia)
En 1988, la Fundación infantil de televisión de Australia y la Australian Broadcasting Corporation coprodujeron una antología de telefilms de cada uno de los territorios y estados de Australia para conmemorar el Bicentenario de Australia donde la contribución de Tasmania fue una adaptación de la novela de Chauncy Devil's Hill.

## Premios y honores
Chauncy ganó el premio al mejor libro infantil tres años: 1958, Tiger in the Bush, 1959, Devil's Hill y 1961,Tangara. Además otras de sus novelas tuvieron buenas críticas. 
Fue la primera australiana en obtener un diploma al mérito del Premio Hans Christian Andersen.